# 10:39
10:39 é o terceiro extended play (EP) da cantora e compositora brasileira Sandy, lançado em formato digital no dia 14 de outubro de 2020 pela Universal Music. O EP foi produzido por Lucas Lima e compreende três releituras: "Piloto Automático", da banda Supercombo, "Lua Cheia", da banda 5 a Seco, e "Tempo", gravada por Sandy em seu álbum de estreia, Manuscrito. Sandy gravou um vídeo musical sequencial que compreende as três canções do projeto. Ela descreveu 10:39 como uma forma de expressar os sentimentos causados pela pandemia de COVID-19 e consequentemente o isolamento social.

## Antecedentes
Após retomar a dupla musical com seu irmão Junior Lima para a turnê Nossa História (2019), Sandy esperava poder retornar à sua carreira solo e lançar um projeto musical junto a uma turnê em 2020. No entanto, a pandemia de COVID-19, que afetou o mundo todo, fez com que ela adiasse seus planos. Sandy explicou que, "como artista, seria impossível passar por esse período sem ser afetada de alguma maneira. A nossa profissão é baseada na nossa capacidade (ou necessidade) de expressar o que a gente sente em forma de arte. [...] Quando a gente escreve com um assunto em mente, a gente se limita um pouco, e eu não queria, de maneira alguma, me apoiar em clichês ou correr o risco de soar minimamente oportunista. [...] Nessas músicas, duas que não são minhas e uma que gravei há 10 anos, encontrei tudo que queria dizer."

## Desenvolvimento
| Críticas profissionais | Críticas profissionais |
| Avaliações da crítica  | Avaliações da crítica  |
| Fonte                  | Avaliação              |
| ---------------------- | ---------------------- |
| Mauro Ferreira (G1)    | 4 de 5 estrelas.       |

As faixas são "Piloto Automático", da banda Supercombo, cujo trabalho Sandy conheceu no reality show musical Superstar, do qual foi jurada, "Lua Cheia", da banda 5 a Seco, e "Tempo", gravada para seu álbum de estreia solo, Manuscrito (2010). O título do EP foi justificado pelo seu tempo de duração, 10 minutos e 39 segundos. A capa é uma arte de Thainan Castro, artista visual que Sandy conheceu durante o período de quarentena. O vídeo musical "10:39" compreende as três canções do projeto apresentadas na mesma ordem que a do EP. O vídeo foi gravado num haras em Três Rios, São Paulo, e dirigido por Douglas Aguillar. Tanto as canções quanto seu vídeo musical foram gravados num período de dois dias. Adriana Izel, do Correio Braziliense, disse que "Juntas, as faixas formam uma narrativa que se relaciona com a quarentena. Essa unidade está tanto no áudio, como na versão visual."

## Lista de faixas
- Todas as faixas produzidas por Lucas Lima.[5] Créditos extraídos do Spotify.[5]

| N.º            | Título              | Compositor(es)                                                   | Duração |  |
| 1.             | "Piloto Automático" | Carol Navarro Leonardo Ramos Paulo Vaz Pedro Ramos Raul de Paula | 3:09    |  |
| 2.             | "Lua Cheia"         | Pedro Viáfora                                                    | 3:34    |  |
| 3.             | "Tempo"             | Lucas Lima Sandy                                                 | 3:55    |  |
| Duração total: | Duração total:      | Duração total:                                                   | 10:39   |  |